# دوآنی
دوآنی (به لاتین: Doany) یک منطقهٔ مسکونی در ماداگاسکار است که در بخش انداپا واقع شده‌است. دوآنی ۱۹٬۹۲۸ نفر جمعیت دارد و ۴۰۲ متر بالاتر از سطح دریا واقع شده‌است.